# Tuplice
Tuplice (deutsch Teuplitz, obersorbisch Wjelike Tuplice) ist ein Dorf im Powiat Żarski der Woiwodschaft Lebus in Polen. Es ist Sitz der gleichnamigen Landgemeinde mit etwa 3150 Einwohnern. Der Ort mit rund 1500 Einwohnern liegt etwa 12 Kilometer südöstlich von Forst. Der größte Teil der Gemeinde gehört zum polnischen Teil der Niederlausitz.

## Geschichte
Bis 1945 gehörte Teuplitz zum brandenburgischen Landkreis Sorau. 1933 hatte die Gemeinde 1.381 Einwohner, deren Zahl bis 1939 auf 1.409 anstieg. 1945 wurde der Ort teilweise zerstört. Seit 1815 gehörte Teuplitz zu Preußen. Es entstanden eine Glashütte und eine Ziegelei. Die Eisenbahnstrecken Cottbus–Sorau und Muskau–Sommerfeld machten den Ort zu einem wichtigen Bahnknoten in der Niederlausitz.
Nach der Übernahme durch die polnische Verwaltung verlor der Ort an Bedeutung.

## Gemeinde

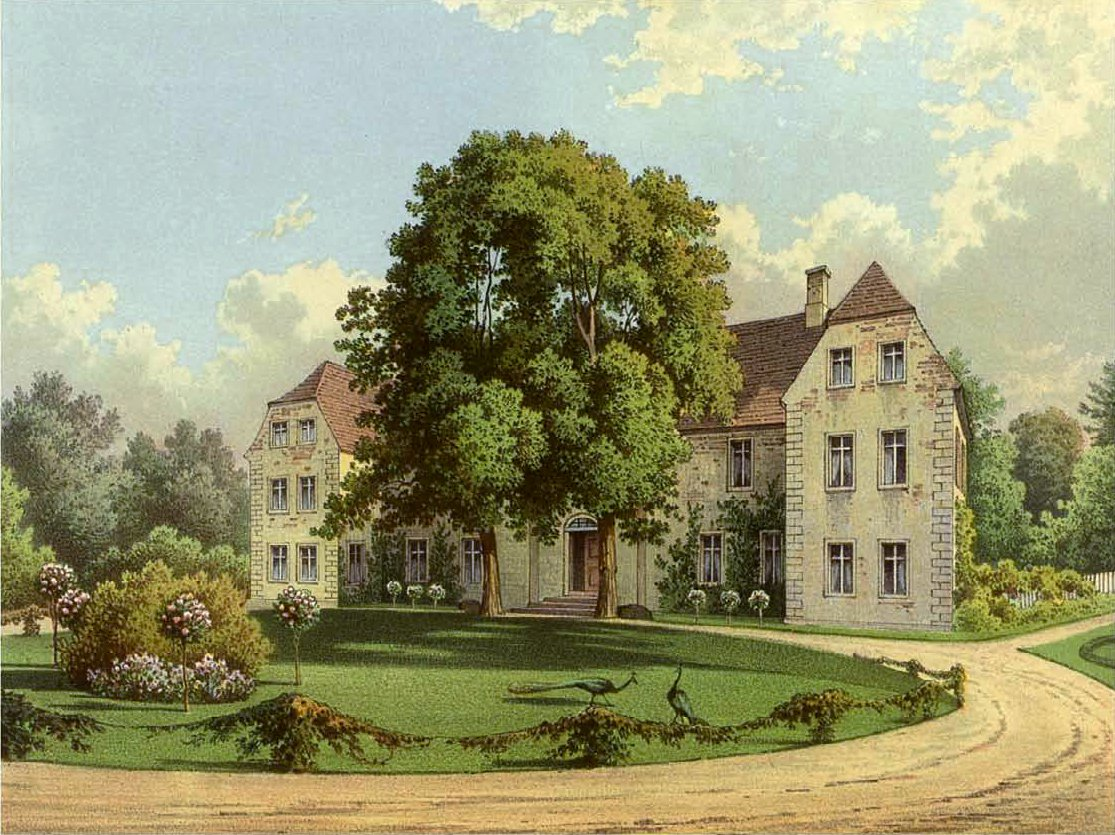
Rittergut Zilmsdorf um 1860, Sammlung Alexander Duncker

Die Landgemeinde (gmina wiejska) Tuplice umfasst 13 Dörfer mit Schulzenämtern und eine Fläche von 65,9 km².

## Persönlichkeiten
- Siegmund Adrian von Rothenburg (1745–1797), Gutsbesitzer und Entomologe
- Ernst Theodor Schulze (1859–1919), klassischer Philologe und Gymnasiallehrer
- Herbert Tzschoppe (1927–2023), Politiker (SED), Vorsitzender des Rates des Bezirkes Potsdam.